# Sally Floyd
Pour les articles homonymes, voir Floyd.
 (octobre 2022).
Si vous disposez d'ouvrages ou d'articles de référence ou si vous connaissez des sites web de qualité traitant du thème abordé ici, merci de compléter l'article en donnant les références utiles à sa vérifiabilité et en les liant à la section « Notes et références ».
 (octobre 2022).
La mise en forme du texte ne suit pas les recommandations de Wikipédia : il faut le « wikifier ».
Les points d'amélioration suivants sont les cas les plus fréquents :
- Les titres sont pré-formatés par le logiciel. Ils ne sont ni en capitales, ni en gras.
- Le texte ne doit pas être écrit en capitales (les noms de famille non plus), ni en gras, ni en italique, ni en « petit »…
- Le gras n'est utilisé que pour surligner le titre de l'article dans l'introduction, une seule fois.
- L'italique est rarement utilisé : mots en langue étrangère, titres d'œuvres, noms de bateaux, etc.
- Les citations ne sont pas en italique mais en corps de texte normal. Elles sont entourées par des guillemets français : « et ».
- Les listes à puces sont à éviter, des paragraphes rédigés étant largement préférés. Les tableaux sont à réserver à la présentation de données structurées (résultats, etc.).
- Les appels de note de bas de page (petits chiffres en exposant, introduits par l'outil «  Source ») sont à placer entre la fin de phrase et le point final[comme ça].
- Les liens internes (vers d'autres articles de Wikipédia) sont à choisir avec parcimonie. Créez des liens vers des articles approfondissant le sujet. Les termes génériques sans rapport avec le sujet sont à éviter, ainsi que les répétitions de liens vers un même terme.
- Les liens externes sont à placer uniquement dans une section « Liens externes », à la fin de l'article. Ces liens sont à choisir avec parcimonie suivant les règles définies. Si un lien sert de source à l'article, son insertion dans le texte est à faire par les notes de bas de page.
- La présentation des références doit suivre les conventions bibliographiques. Il est recommandé d'utiliser les modèles {{Ouvrage}}, {{Chapitre}}, {{Article}}, {{Lien web}} et/ou {{Bibliographie}}. Le mode d'édition visuel peut mettre en forme automatiquement les références.
- Insérer une infobox (cadre d'informations à droite) n'est pas obligatoire pour parachever la mise en page.

Pour une aide détaillée, merci de consulter Aide:Wikification.
Si vous pensez que ces points ont été résolus, vous pouvez retirer ce bandeau et améliorer la mise en forme d'un autre article.
Sally Jean Floyd, née le 20 mai 1950 à Charlottesville, en Virginie, et morte le 25 août 2019, est une informaticienne américaine connue pour ses travaux sur les réseaux informatiques. Anciennement associée à International Computer Science Institute de l'université de Berkeley, en Californie, elle a pris sa retraite en 2009. Elle est surtout connue pour ses travaux sur le contrôle de la congestion Internet et était en 2007 l'une des dix chercheuses les plus citées en informatique.

## Biographie
Floyd obtient un BA en sociologie de l'Université de Californie - Berkeley en 1971. Elle obtient une maîtrise en informatique en 1987 et un doctorat en 1989, tous deux de l'UC - Berkeley. Son doctorat est réalisé sous la direction de Richard Karp.
Floyd est surtout connue dans le domaine du contrôle de la congestion en tant qu'inventeur du système de gestion de file d'attente active Random Early Detection ("RED"), fondant ainsi le domaine de la gestion active de file d'attente (AQM) avec Van Jacobson. Presque tous les routeurs Internet utilisent RED ou quelque chose qui en a été développé pour gérer la congestion du réseau. Floyd conçoit la méthode désormais courante consistant à ajouter une gigue de retard aux temporisateurs de message pour éviter la synchronisation.
Floyd, avec Vern Paxson, en 1997, identifie le manque de connaissance de la topologie du réseau comme le principal obstacle à la compréhension du fonctionnement d'Internet. Cet article, "Pourquoi nous ne savons pas comment simuler Internet", est republié sous le titre "Difficultés de simulation d'Internet" en 2001 et remporte le prix William R. Bennett Prize Paper Award de l'IEEE Communications Society.
Elle reçoit le IEEE Internet Award en 2005 et le ACM SIGCOMM Award en 2007 pour ses contributions au contrôle de la congestion. Elle est impliquée dans l'Internet Architecture Board et est en 2007 l'une des dix chercheuses les plus citées en informatique. Floyd est décédée à l'âge de 69 ans le 25 août 2019 à Berkeley, en Californie, d'un cancer de la vésicule biliaire qui s'était métastasé.

## Vie personnelle
Le père de Floyd, Edwin, est mathématicien à l'Université de Virginie.

## Récompenses
- 2007 Prix du groupe d'intérêt spécial ACM sur les communications de données. Reconnu comme le prix le plus prestigieux décerné à un scientifique dans le domaine des réseaux informatiques[1].

- Prix William R. Bennett Prize Paper Award de l'IEEE Communications Society pour "Difficulties in Simulating the Internet", par Floyd et Vern Paxson[1].